# Чайка рудогруда
Чайка рудогруда (Vanellus superciliosus) — вид птахів родини сивкових (Charadriidae).

## Поширення
Вид поширений в Центральній Африці. Мешкає на вузькій смузі території від південно-західної Нігерії до північно-східної частини Демократичної Республіки Конго; ареал його зимівлі простягається до озер Чад, Вікторія та північної Замбії.

## Опис
Птах завдовжки 23 см і вагою приблизно 150 г. Це красива маленька чайка із характерним червонувато-коричневим чолом, чорною шапочкою та жовтими плетенками та вузькою білою смужкою на оці. Щоки, потилиця, горло і груди сірі, має широку каштанову смугу на грудях, горло біле. Верх зеленувато-коричневий. Статі не відрізняються.